# 750'erne
Århundreder: 7. århundrede – 8. århundrede – 9. århundrede
Årtier: 700'erne 710'erne 720'erne 730'erne 740'erne – 750'erne – 760'erne 770'erne 780'erne 790'erne 800'erne
År: 750 751 752 753 754 755 756 757 758 759